# Trichogalumna microseta
Trichogalumna microseta är en kvalsterart som beskrevs av Wallwork 1965. Trichogalumna microseta ingår i släktet Trichogalumna och familjen Galumnidae. Inga underarter finns listade i Catalogue of Life.